# Тимашевский, Орест Исаакович
Орест Исаакович Тимашевский (1822—1866) — русский художник, живописец исторического и бытового жанра, академик живописи Императорской Академии художеств.

## Биография
Вольноприходящий ученик Императорской Академии художеств (до 1950). Ученик Ф. А. Бруни. За время обучения в Академии художеств получил большую серебряную медаль (1848) за картину «Три девушки», малую серебряную медаль (1849) за эскиз «Милосердный Самаритянин», малую золотую медаль (1850) за картину «Возвращение блудного сына в отеческий дом» и удостоен звания классного художника.
Получил большую золотую медаль за программу «Первые христианские мученики при святом князе Владимире, святые Феодор и Иоанн, пострадавшие в Киеве в 983 году».
Был отправлен за границу (1852) в пенсионерскую командировку от Академии художеств. Летом 1859 года Тимашевский прислал из Рима в Санкт-Петербург картину «Римский народный праздник». Эта картина первоначально экспонировалась на выставке Общества поощрения художников, а затем была помещена в картинной галерее Академии художеств. За эта картину и ряд других произведений итальянского периода Тимашевский в 1860 году был удостоен звания академика. В 1864 году живописец возвратился в Россию. Тимашевский рано ушёл из жизни, он умер в Петербурге в 1866 году.

## Галерея

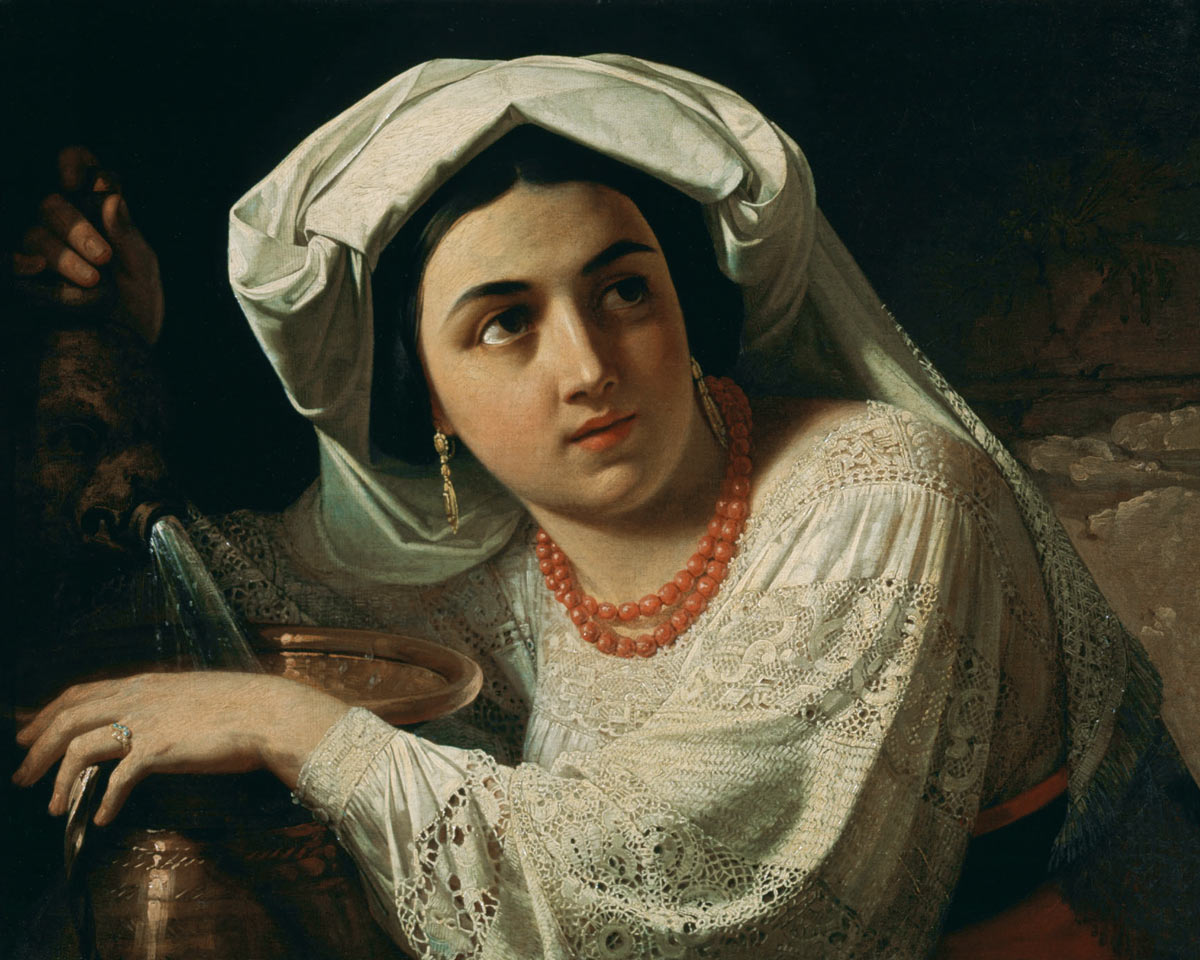
Итальянка
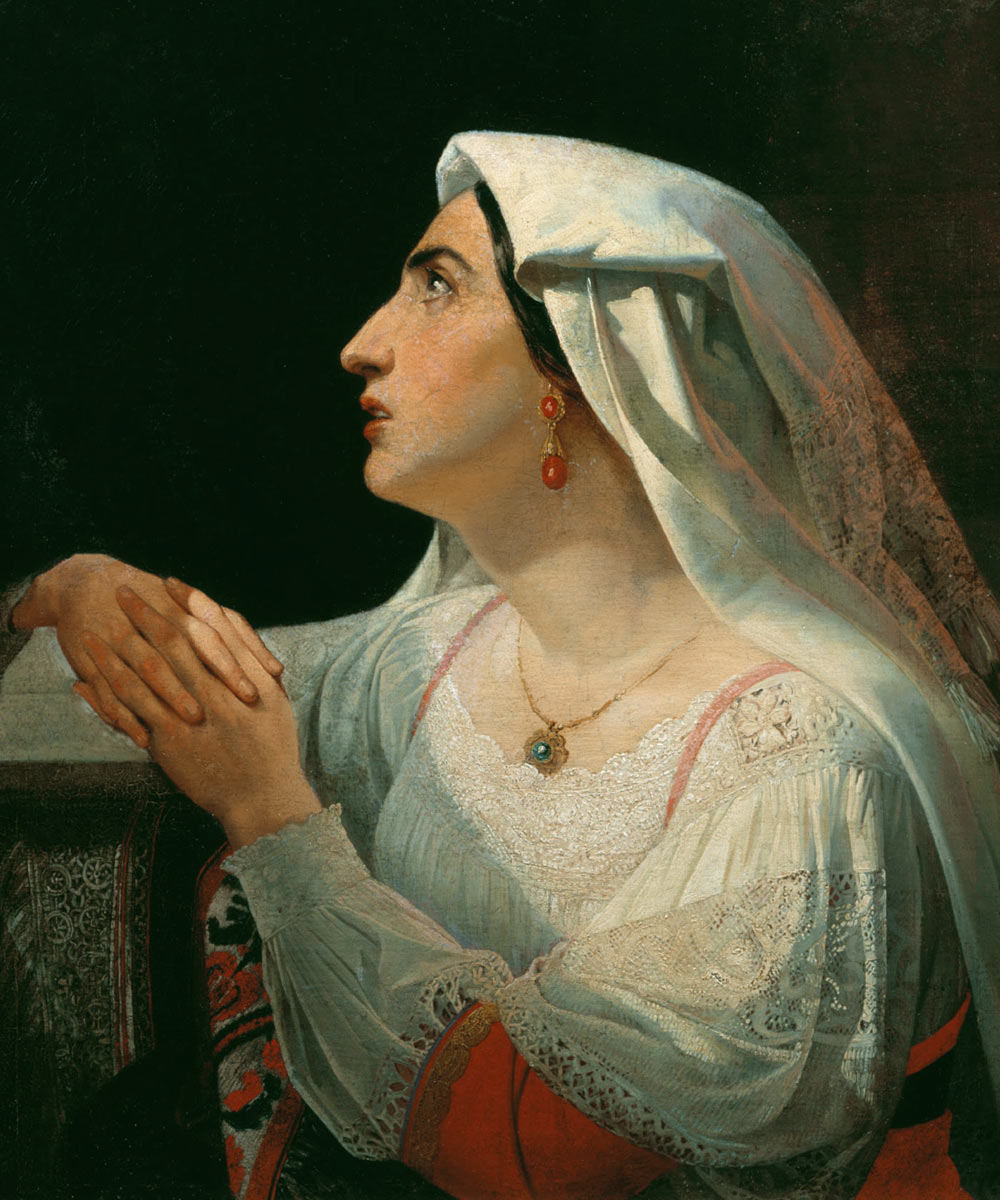
Молитва
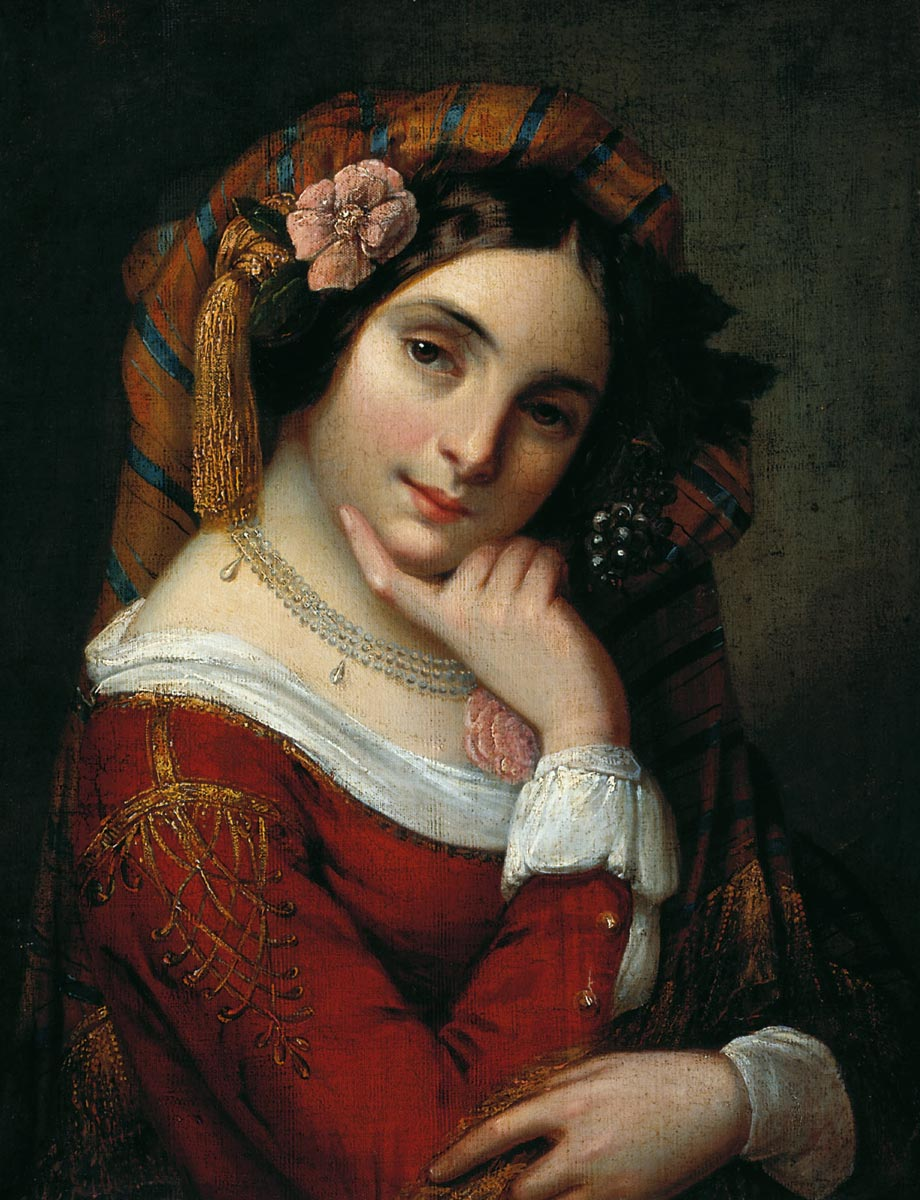
Девушка в тюрбане
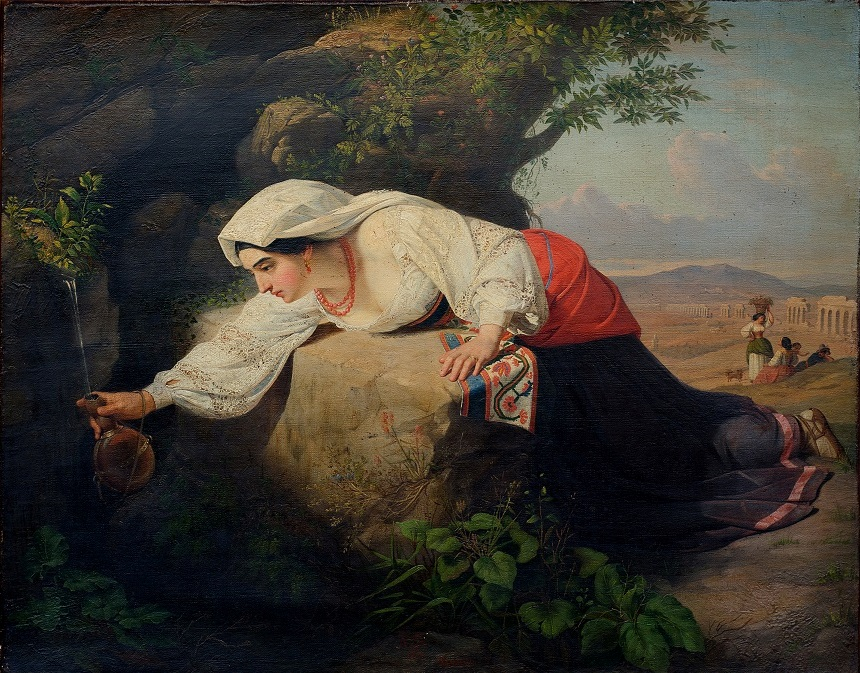
Девушка у колодца
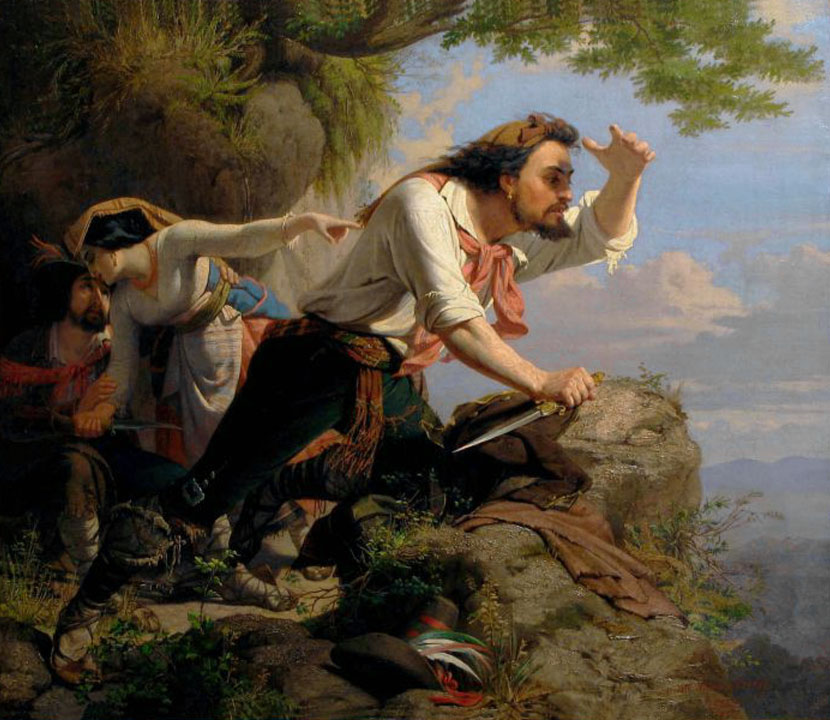
Разбойники